# 2010年至2011年英格蘭足總盃
2010/11球季英格蘭足總盃（英語：FA Cup），是第130屆英格蘭足總盃，今屆賽事的冠軍是曼城，他們在決賽以1:0擊敗史篤城，奪得冠軍。
曼城在豪門入主之後首次贏得足總盃冠軍。

## 外部連結
1. 英格蘭足總盃官網Archive-It的存檔，存档日期2012-04-24
2. 英格蘭足總盃 歷屆冠軍（页面存档备份，存于）